# 日本とモザンビークの関係
日本とモザンビークの関係（ポルトガル語: Relações entre Japão e Moçambique、英語: Japan–Mozambique relations） では、日本とモザンビークの関係について概説する。

## 両国の比較
|               | モザンビーク                  | 日本                           | 両国の差                      |
| ------------- | ----------------------------- | ------------------------------ | ----------------------------- |
| 人口          | 3036万6036人（2019年）        | 1億2626万人（2019年）          | 日本はモザンビークの約4.2倍   |
| 国土面積      | 79万9000 km²                  | 37万7972 km²                   | モザンビークは日本の約2.1倍   |
| 人口密度      | 38 人/km²（2018年）           | 347 人/km²（2018年）           | 日本はモザンビークの約9.1倍   |
| 首都          | マプト                        | 東京都                         |                               |
| 最大都市      | マプト                        | 東京都区部                     |                               |
| 政体          | 共和制 大統領制               | （民主制）議院内閣制           |                               |
| 公用語        | ポルトガル語                  | 日本語（事実上）               |                               |
| 通貨          | メティカル                    | 日本円                         |                               |
| 国教          | なし                          | なし                           |                               |
| 人間開発指数  | 0.437                         | 0.919                          |                               |
| 民主主義指数  | 3.65                          | 7.99                           |                               |
| GDP（名目）   | 152億9144万米ドル（2019年）   | 5兆819億6954万米ドル（2019年） | 日本はモザンビークの約332.3倍 |
| 一人当たりGDP | 503.6米ドル（2019年）         | 40246.9米ドル（2019年）        | 日本はモザンビークの約79.9倍  |
| 経済成長率    | 2.3%（2019年）                | 0.7%（2019年）                 |                               |
| 軍事費        | 1億3676万5798米ドル（2019年） | 476億902万米ドル（2019年）     | 日本はモザンビークの約348.1倍 |

## 歴史

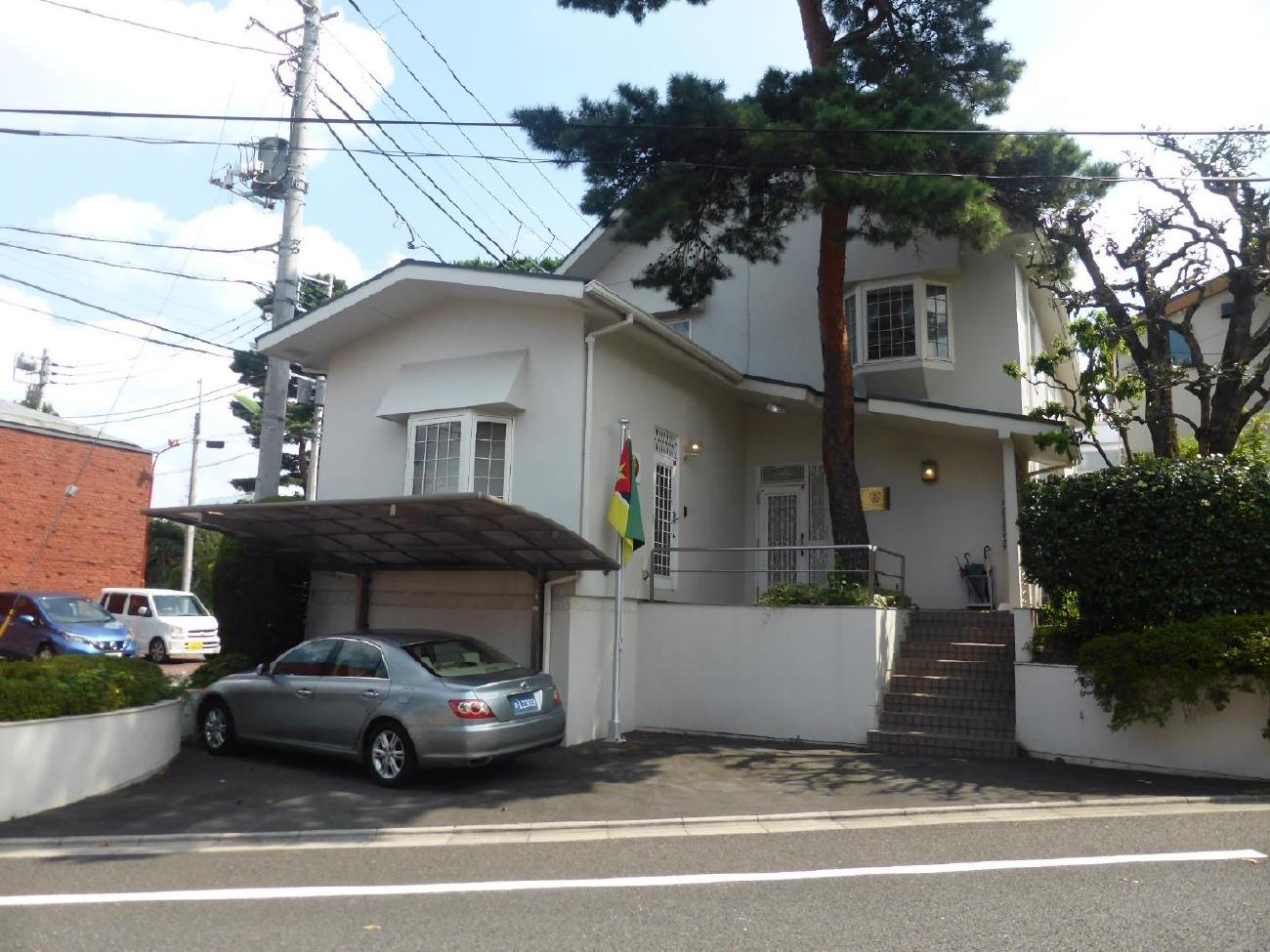
駐日モザンビーク大使館正面玄関

### 外交史
1975年6月25日、ポルトガルからのモザンビーク独立と同時に日本は同国を承認。1977年1月12日には外交関係が樹立されたが、モザンビーク内戦で現地に大使館の開設はできなかったため1978年3月より在タンザニア日本国大使館での兼轄が始まった。1985年4月には兼轄先が在ジンバブエ日本国大使館へと移り、1993年5月にはモザンビークに対する平和維持活動のための自衛隊派遣に合わせて在モザンビーク兼勤駐在官事務所を開設。PKO終了により兼勤駐在官事務所が閉館すると、1999年1月からは在南アフリカ共和国日本国大使館へ兼轄先が移され、2000年の1月1日にはようやく在モザンビーク日本国大使館本館が開設した。
一方、モザンビークは1984年10月から中国大使館の日本兼轄を開始。1993年には東京にモザンビーク大使館を開設した。

### 自衛隊派遣
1977年から、モザンビーク（当時：モザンビーク人民共和国）では政権を握っていた社会主義系のモザンビーク解放戦線（FRELIMO）と、ローデシアおよび南アフリカ共和国で設立されたモザンビーク民族抵抗運動（RENAMO）によるモザンビーク内戦が続いていた。東側諸国の盟主であったソ連はFRELIMOを、南アフリカ共和国政府はRENAMOに武器を供給し支援していたが、1990年代になると冷戦が終結しFRELIMO側はソビエト連邦の崩壊、RENAMO側はアパルトヘイト終焉によりそれぞれの支持勢力を失った。すると両者はヨーロッパ諸国の仲裁によって和平交渉を行うようになり、1992年10月にローマでモザンビーク包括和平協定が調印され、内戦は終結。1992年から1995年の間、国際連合モザンビーク活動と呼ばれるPKOが展開され、自衛隊もそれに加わり停戦の監視や自由選挙実施の監視、輸送や通信に関する支援を行うために百人以上が派遣された。自衛隊のPKO派遣は、カンボジアに続き二例目である。
このような経緯から、モザンビークは日本の安全保障的活躍を好意的に捉えており、安保理の常任理事国参入にも支持の立場を表明している。

## 外交
近年では2007年1月と2008年5月にモザンビーク大統領のアルマンド・ゲブーザが来日し安倍晋三と首脳会談を実施。モザンビークが日本の常任理事国参入を支持していることについて日本側から感謝が述べられ、また北朝鮮核問題や拉致問題についての意見交換が行われたほか、モザンビークの地方インフラ整備やマラリア対策への支援が約束された。またゲブーザは2013年にもアフリカ開発会議の為に訪日すると、日本製鉄がモザンビークの原料炭開発プロジェクト採掘権を取得したことから同社のCEO
宗岡正二と懇談を実施している。
2016年8月には安倍晋三が第六回アフリカ開発会議のためナイロビ訪問中に新大統領のフィリッペ・ジャシント・ニュシと首脳会談を実施。翌年にはフィリッペ・ニュシが日本を訪れ、日本にとっては「自由で開かれたインド太平洋戦略」の要となる国家であることから首脳会談を実施して、さらなる関係強化を促す「日・モザンビーク共同声明」が発出されたほか、さらなるインフラ開発のための無償資金協力が約束された。
また、2019年8月にはモザンビーク元大統領で未だ政治的影響力の強いジョアキン・アルベルト・シサノがアフリカ開発会議のため来日、安倍晋三と懇談会を実施した。
2020年12月には外務大臣の茂木敏充が新型コロナ禍での数少ない訪問先の一つにモザンビークを選択、ニュシ大統領を表敬して「自由で開かれたインド太平洋」の実現に向け緊密な連携を確認した。
2023年5月には総理大臣の岸田文雄がアフリカ諸国歴訪に際しモザンビークを訪問。安全保障理事会非常任理事国として、法の支配の維持・強化の確認、アフリカ最大規模のLNGプロジェクトでの連携、自由で開かれたインド太平洋戦略新プラン推進のための連携のため、ニュシ大統領との首脳会談を行った。

## 経済交流
モザンビークは良質な石炭の産出国であり、将来的な資源大国として見込まれている。その事から2013年には日本製鉄がモザンビーク共和国テテ州に位置する未開発の原料炭炭鉱「レブボー・プロジェクト」の採掘権を取得。2014年には日本とモザンビークの両政府間で石炭開発事業に関する覚書が交わされ、さらなる開発の為石油天然ガス・金属鉱物資源機構が複数の石炭専門家を現地に派遣するなど、日本は同国の石炭開発に尽力している。その結果、日本の対モザンビーク貿易は輸出額201億円に対し輸入額233億円と、日本の赤字を記録しており、やはり輸入品は木材に次いで石炭などの鉱物燃料が多くなっている。ただし、2020年のコロナ禍における需要減、脱石炭の影響もあって2021年には三井物産がモザンビークの石油開発から撤退するなど、モザンビークを巡る石炭事情は変化しつつある。
前述したようにモザンビークは日本における重要な石炭供給国となっている。その事から、開発援助も2018年までの累計で2000億円を超えており、最貧国への開発援助額としては比較的多い。援助内容は教育・医療・衛生・農業・輸送・経済もしくは食糧援助など多岐にわたっている。しかしモザンビーク北部で実施されていた「日本・ブラジル・モザンビーク三角協力による熱帯サバンナ農業開発プログラム」（通称：プロサバンナ事業）は伝統的な農業文化を破壊するとして現地住民から反対の声を受けるなど急激な開発援助には幾つかの問題が発生しており、日本はモザンビークの意向を受けて一部開発援助を中止した。

## 文化交流
モザンビークでは柔道が人気スポーツの一つとなっていることから、日本は柔道着や機材の無償提供などを実施。また、在モザンビーク日本大使館では柔道の日本大使杯、日・モザンビーク友好親善コンサートを始めとした各種イベントが実施されている。
2019年には横浜市を首都マプトの市長デビット・シマンゴが訪問、両市ともに国際協力機構と環境省が主導する「アフリカのきれいな街プラットフォーム」の設立（2017年）に携わった経緯があり、姉妹都市ではないものの強い結びつきを堅持している。

## 外交使節

### 駐日モザンビーク大使
1. ロペス・テンベ・ンデラナ（北京常駐、1989年以前[44]～1990年）
2. ダニエル・サウル・ムバンゼ[45]（北京常駐→東京常駐、1990～1996年[46]、信任状捧呈は6月28日[47]）
3. アントニオ・フェルナンド・マテルラ（1998～2004年、信任状捧呈は1月22日[48]）
  - （臨時代理大使）ジョゼ・ペドロ・ルーカス・マテンガ（2004年）
4. ダニエル・アントニオ（2004～2009年、信任状捧呈は9月14日[49]）
  - （臨時代理大使）エルミンド・アウグスト・フェレイラ（2009年）
5. ベルミロ・ジョゼ・マラテ（ドイツ語版）（2009～2015年、信任状捧呈は12月8日[50]）
  - （臨時代理大使）イルダ・ロドルフォ・トリゴ・ライヴォーゾ（2015～2016年）
6. ジョゼ・マリア・ダ・シルヴァ・ヴィエイラ・デ・モライス（2016～2023年、信任状捧呈は4月21日[51]）
  - （臨時代理大使）ジョゼ・アントニオ・ジュスティーノ・ニャルンゴ（2023年～）